# Grande amore
Grande amore ist ein Lied des italienischen Operatic-Pop-Trios Il Volo, mit dem sie das Sanremo-Festival 2015 gewann. Es wurde als erste Single ihrer zweiten EP Sanremo grande amore veröffentlicht. Das Lied war außerdem der italienische Beitrag zum Eurovision Song Contest 2015 in Wien.

## Hintergrund

### Entstehung
Das Lied wurde bereits 2003 von Sänger Francesco Boccia und Ciro Esposito (Mitglied der Band Il Giardino dei Semplici) in der Absicht geschrieben, es von Opernsängern singen zu lassen. Boccia reichte es zum Sanremo-Festival 2005 ein, wo es jedoch abgelehnt wurde. Erst anlässlich des Sanremo-Festivals 2015 wurde ein neuer Versuch unternommen, diesmal als Beitrag in der Newcomer-Kategorie. Dort sollte es vom Duo Operapop (bestehend aus Francesca Carli und Enrico Giovagnoli) interpretiert werden, welches dann jedoch aus Altersgründen nicht teilnehmen durfte.
In der Folge wurde das Lied Orietta Berti vorgeschlagen, die aber für eine Sanremo-Teilnahme nicht zur Verfügung stand. Carlo Conti, künstlerischer Leiter und Moderator des Festivals 2015, riet Pasquale Mammaro, dem verantwortlichen Produzenten und Manager von Operapop, das Lied an Il Volo weiterzureichen, deren eigene Beiträge Conti nicht überzeugt hatten; Il-Volo-Manager Michele Torpedine ging allerdings nur widerwillig auf den Vorschlag ein. Die Mitglieder von Il Volo änderten daraufhin den Liedtext noch geringfügig, da er ihnen stilistisch veraltet erschien.

### Sanremo 2015
Il Volo debütierten mit Grande amore am zweiten Abend des Festivals 2015 in der Hauptkategorie und erzielten im Finale am fünften Abend schließlich den ersten Platz. Die Abstimmung setzte sich aus Publikum, Expertenjury und demoskopischer Jury zusammen. Mit insgesamt 39,05 % konnte Il Volo sich gegen Nek mit 35,38 % und Malika Ayane mit 25,57 % durchsetzen. Damit erhielt Il Volo gemäß der Wettbewerbsregeln auch die Möglichkeit, Italien beim Eurovision Song Contest 2015 zu vertreten.

### Eurovision Song Contest 2015

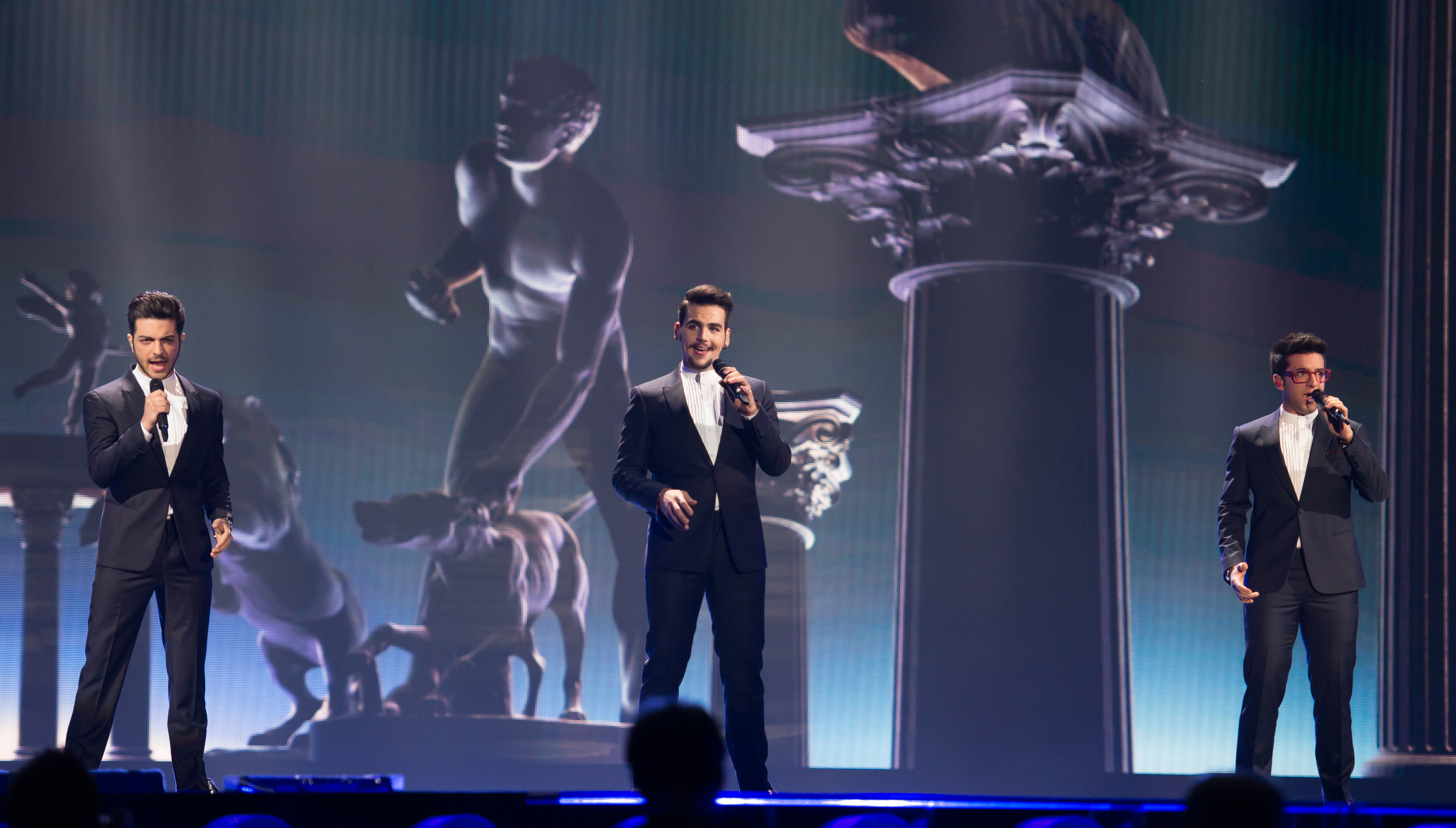
Auftritt beim Eurovision Song Contest

Schon am 19. Februar bestätigte die RAI, dass das Trio mit Grande amore zum ESC antreten wird. Italien war als Teil der Big 5 direkt für das Finale qualifiziert. Grande amore galt als einer der Favoriten des Wettbewerbs. Es hatte den letzten (27.) Startplatz und wurde gemäß Wettbewerbsregeln in einer auf drei Minuten gekürzten Fassung präsentiert. Mit 292 Punkten konnte es sich schließlich den dritten Platz hinter Schweden mit 365 und knapp hinter Russland mit 303 Punkten sichern. Damit handelt es sich um den bisherigen Punkterekord Italiens.
Beim Televoting landete das Lied mit Abstand auf dem ersten Platz.
Punktevergabe für Italien:
| Anzahl | Punkte | Land                                                                                                |
| ------ | ------ | --------------------------------------------------------------------------------------------------- |
| 9×     | 12     | Albanien, Griechenland, Israel, Malta, Portugal, Rumänien, Russland, Spanien, Zypern                |
| 2×     | 10     | Österreich, San Marino                                                                              |
| 8×     | 8      | Aserbaidschan, Australien, Belgien, Lettland, Georgien, Schweden, Slowenien, Vereinigtes Königreich |
| 6×     | 7      | Mazedonien, Moldawien, Niederlande, Polen, Serbien, Tschechien                                      |
| 6×     | 6      | Armenien, Frankreich, Irland, Island, Montenegro, Schweiz                                           |
| 2×     | 5      | Dänemark, Norwegen                                                                                  |
| 2×     | 3      | Deutschland, Estland                                                                                |
| 2×     | 2      | Finnland, Ungarn                                                                                    |
| 2×     | 1      | Litauen, Belarus                                                                                    |

### Spanische Version
Am 10. Juli 2015 erschien eine spanischsprachige Version des Liedes. Der Titel wurde nicht übersetzt und lautet auch hier Grande amore.

## Musikvideo
Das offizielle Video zum Lied wurde am 12. Februar 2015 auf dem Vevo-Kanal von Il Volo veröffentlicht. Regie führte Mauro Russo, im Video sind die drei Sänger in Rollen aus bekannten Filmen zu sehen: Spider-Man (Gianluca Ginoble), Ghost – Nachricht von Sam (Ignazio Boschetto) und Zurück in die Zukunft (Piero Barone).
Das gut ein halbes Jahr später veröffentlichte Musikvideo zur spanischen Version besteht hingegen aus Livemitschnitten.

## Chartplatzierungen
In Italien stieg Grande amore direkt nach dem Sanremo-Sieg an der Spitze der FIMI-Charts ein, wo sich das Lied zwei Wochen halten konnte. Für mehr als 50.000 Downloads und Streams wurde es in Woche 13/2015 mit Platin ausgezeichnet. Nach der ESC-Teilnahme konnte das Lied auch in andere europäische Hitparaden einsteigen.
| ChartsChartplatzierungen | Höchstplatzierung | Wochen |
| ------------------------ | ----------------- | ------ |
| Deutschland (GfK)        | 54 (1 Wo.)        | 1      |
| Italien (FIMI)           | 1 (34 Wo.)        | 34     |
| Österreich (Ö3)          | 5 (3 Wo.)         | 3      |
| Schweiz (IFPI)           | 19 (4 Wo.)        | 4      |